# XBT Client
XBT Client là một trình khách BitTorrent có mã nguồn mở. XBT Client được viết bằng ngôn ngữ lập trình C++.

## Tính năng
- Tự động phục hồi nhanh chóng.
- Hàng đợi tệp.
- Tệp ưu tiên.
- Lựa chọn tải về từng tệp trong tệp torrent.
- Phím tắt toàn cục (Ctrl+Shift+Q) thực hiện ẩn hoặc hiện cửa sổ chính của chương trình.
- Tạo tệp torrent.
- Tích hợp UDP tracker.
- Nhiều giao diện khác nhau cho người dùng lựa chọn bao gồm: giao diện dòng lệnh, đồ họa hay web
- Chạy trên hệ điều hành Microsoft Windows.
- Chạy trên hệ điều hành Linux/BSD/UNIX (command line, web interface) Lưu trữ ngày 29 tháng 9 năm 2004 tại Wayback Machine
- Một cửa sổ giao diện cho phép tải về nhiều tệp torrent cùng lúc.
- Giới hạn chỉ số tải lên.
- Hỗ trợ ánh xạ cổng UPnP NAT.
- Web frontend (PHP)